# Wesley Fofana (futbolista)
Wesley Fofana (Marsella, 17 de diciembre de 2000) es un futbolista francés que juega de defensa en el Chelsea F. C. de la Premier League de Inglaterra.

## Trayectoria
El 15 de mayo de 2018 firmó su primer contrato como profesional con el A. S. Saint-Étienne. Debutó con el primer equipo el 18 de mayo de 2019, en un partido de la Ligue 1 frente al O. G. C. Niza.
El 29 de septiembre de 2020 el conjunto francés anunció su traspaso al Leicester City F. C., siendo en ese momento la mayor venta en la historia del club. Completó dos temporadas con este equipo y, tras haber empezado la tercera, fue traspasado a finales de agosto de 2022 a un Chelsea F. C. con el que firmó por siete años.

## Selección nacional
El 16 de junio de 2023 hizo su debut con la selección de Francia en un partido de clasificación para la Eurocopa 2024 ante Gibraltar que vencieron por cero a tres.

## Estadísticas

### Clubes
Actualizado al último partido disputado el 16 de marzo de 2025.
| Club                            | Div.          | Temporada     | Liga  | Liga  | Copas nacionales | Copas nacionales | Copas internacionales | Copas internacionales | Total | Total |
| Club                            | Div.          | Temporada     | Part. | Goles | Part.            | Goles            | Part.                 | Goles                 | Part. | Goles |
| ------------------------------- | ------------- | ------------- | ----- | ----- | ---------------- | ---------------- | --------------------- | --------------------- | ----- | ----- |
| A. S. Saint-Étienne II Francia  | 5.ª           | 2017-18       | 10    | 0     | ―                | ―                | ―                     | ―                     | 10    | 0     |
| A. S. Saint-Étienne II Francia  | 4.ª           | 2018-19       | 11    | 0     | ―                | ―                | ―                     | ―                     | 11    | 0     |
| A. S. Saint-Étienne II Francia  | Total club    | Total club    | 21    | 0     | 0                | 0                | 0                     | 0                     | 21    | 0     |
| A. S. Saint-Étienne Francia     | 1.ª           | 2018-19       | 2     | 0     | 0                | 0                | ―                     | ―                     | 2     | 0     |
| A. S. Saint-Étienne Francia     | 1.ª           | 2019-20       | 14    | 1     | 8                | 1                | 2                     | 0                     | 24    | 2     |
| A. S. Saint-Étienne Francia     | 1.ª           | 2020-21       | 4     | 0     | 0                | 0                | ―                     | ―                     | 4     | 0     |
| A. S. Saint-Étienne Francia     | Total club    | Total club    | 20    | 1     | 8                | 1                | 2                     | 0                     | 30    | 2     |
| Leicester City F. C. Inglaterra | 1.ª           | 2020-21       | 28    | 0     | 4                | 0                | 6                     | 0                     | 38    | 0     |
| Leicester City F. C. Inglaterra | 1.ª           | 2021-22       | 7     | 0     | 0                | 0                | 5                     | 1                     | 12    | 1     |
| Leicester City F. C. Inglaterra | 1.ª           | 2022-23       | 2     | 0     | 0                | 0                | ―                     | ―                     | 2     | 0     |
| Leicester City F. C. Inglaterra | Total club    | Total club    | 37    | 0     | 4                | 0                | 11                    | 1                     | 52    | 1     |
| Chelsea F. C. Inglaterra        | 1.ª           | 2022-23       | 15    | 1     | 0                | 0                | 5                     | 1                     | 20    | 2     |
| Chelsea F. C. Inglaterra        | 1.ª           | 2023-24       | 0     | 0     | 0                | 0                | ―                     | ―                     | 0     | 0     |
| Chelsea F. C. Inglaterra        | 1.ª           | 2024-25       | 14    | 0     | 0                | 0                | 0                     | 0                     | 14    | 0     |
| Chelsea F. C. Inglaterra        | Total club    | Total club    | 29    | 1     | 0                | 0                | 5                     | 1                     | 34    | 2     |
| Total carrera                   | Total carrera | Total carrera | 107   | 2     | 12               | 1                | 18                    | 2                     | 137   | 5     |

## Palmarés

### Títulos nacionales
| Título | Club                 | País       | Año     |
| ------ | -------------------- | ---------- | ------- |
| FA Cup | Leicester City F. C. | Inglaterra | 2020-21 |

### Títulos internacionales
| Título                      | Equipo        | Sede      | Año     |
| --------------------------- | ------------- | --------- | ------- |
| Liga Conferencia de la UEFA | Chelsea F. C. | Breslavia | 2024-25 |

## Accidente de tráfico
En enero de 2024, la prensa británica reportó que dos años antes, mientras conducía un Lamborghini en una salida nocturna en Londres, Fofana había atropellado al actor de EastEnders Dean Gaffney, que salió «catapultado hacia el aire» y se rompió la clavícula. Como dio negativo en la prueba de alcoholemia y los oficiales no lo consideraron culpable, le permitieron irse. El 14 de mayo de 2025, los tribunales lo multaron y le prohibieron conducir por dos años, al haber cometido múltiples infracciones con distintos automóviles.